# Château de Dolceacqua
Le château de Dolceacqua, appelé aussi château Doria puisque la maison des Doria du marquisat de Dolceacqua en a été seigneur, se situe sur le territoire de la commune ligure de Dolceacqua dans la vallée du torrent Nervia (it), dans la province d'Imperia. Il est situé sur la rive gauche du torrent appelée communément Terra.

## Histoire
La première occurrence du château de Dolceacqua dans les textes officiels, la commune était alors appelée Dulzana, remonte à 1177. Le document atteste que le château est la propriété des comtes de Vintimille comme nombre de châteaux de la vallée du Nervia.
En 1270, Oberto Doria, fondateur de la maison Doria qui dominera Gênes achète le château et ses terres. Il étendra ensuite son territoire aux autres communes de la vallée comme Apricale, Isolabona ou encore Perinaldo.
Au XIVe siècle, et plus précisément en 1319 et en 1329, le château subira de violents sièges car il sera au centre des luttes entre Guelfes et Gibelins, la maison Doria ayant été gibeline. Ce fut Robert d'Anjou qui ordonna ces sièges et qui réussit à soumettre les Doria qui devinrent ses vassaux.
En 1526, Bartolomeo Doria donna le château de Dolceacqua et ses droits féodaux à Charles III du duché de Savoie devenant ainsi son vassal. Les Doria et le duché de Savoie étaient alors alliés. Mais au début du XVIIe siècle les rapports entre les deux familles se dégradèrent, notamment lorsqu'en 1625 les Doria prirent part à la guerre menée par la république de Gênes contre le duché de Savoie. 
Enfin, lors de la guerre de succession d'Autriche qui commence en 1740, le château de Dolceacqua est considéré comme position stratégique et est le théâtre de diverses batailles. Les armées françaises et espagnoles, alliées, réussirent à le faire tomber le 1er juillet 1745.
Le château devint enfin propriété de la commune de Dolceacqua en 1942.

## Structure
La structure originale du château comprenait un donjon central, aujourd'hui partiellement écroulé mais dont on peut encore en voir une partie, ainsi que d'un bâtiment mineur où était située la garde.
Ce n'est qu'au XVIe siècle que le château prit sa forme actuelle après que Stefano Doria, alors seigneur de Dolceacqua, lui ait ajouté un bastion et les deux tours carrées identiques.